# Telekommunikationsmarkt
Der liberalisierte Telekommunikationsmarkt beschreibt den Markt für Telekommunikationsdienstleistungen und digitale Güter. Der freie Wettbewerb ergibt sich auf den einzelnen Netzebenen. Die erste Ebene sind Netzdienstleistungen, die zweite Infrastrukturmanagement, die dritte Netzinfrastrukturen und auf der vierten Ebene die Ressourcen, auf deren Basis Netzinfrastruktur und Infrastrukturmanagement aufgebaut werden können.
Dies ist durch das Telekommunikationsrecht (auch: TK-Recht) geregelt. Als Telekommunikationsrecht wird das Rechtsgebiet bezeichnet, das sämtlichen Arten der Telekommunikation einen rechtlichen Rahmen gibt. In Deutschland, Österreich und der Schweiz ist es vor allem durch die Liberalisierung des Telekommunikationsmarktes geprägt. Das Ziel der Europäischen Kommission war es, durch die Liberalisierung die Telekommunikationsmärkte der Mitgliedsstaaten der europäischen Union den Wettbewerb zu fördern und dadurch ein umfassendes Angebot mit erschwinglichen Telekommunikationsprodukten und Dienstleistungen zu fördern. In Deutschland bildet das Telekommunikationsgesetz die juristische Basis.

## Harmonisierungs- und Liberalisierungsbestrebungen der Europäischen Union

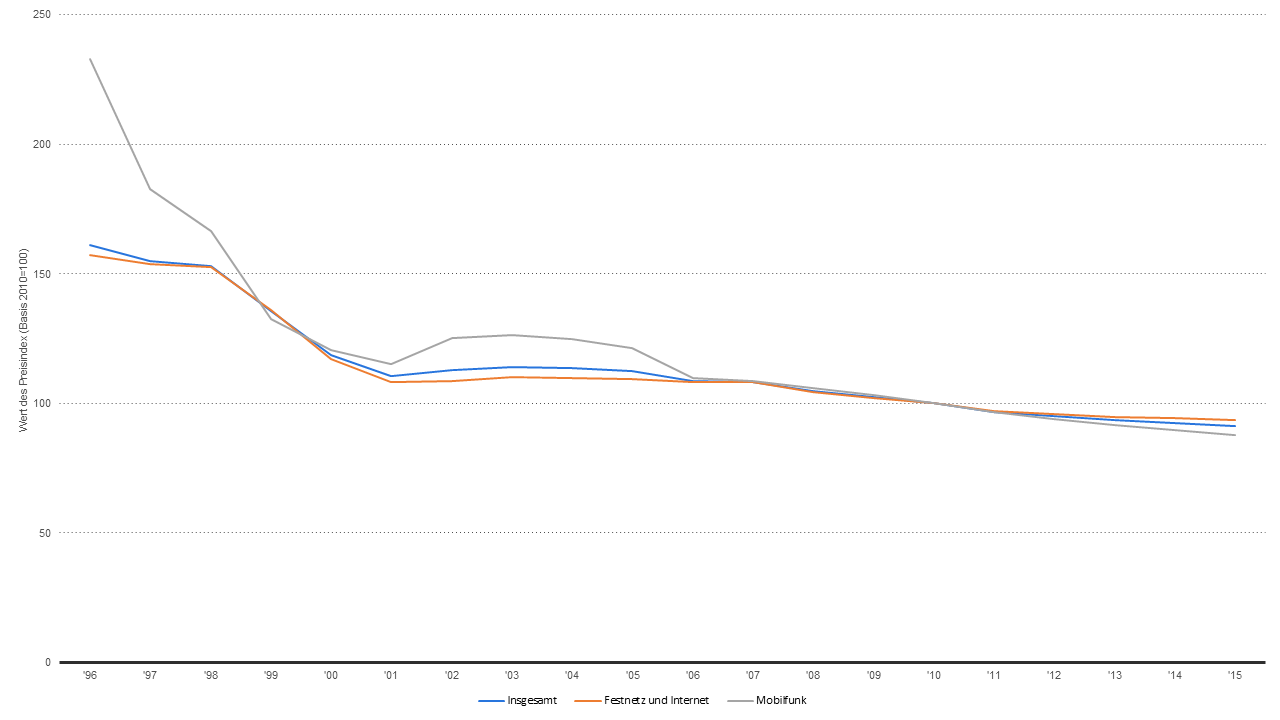
Die Abbildung zeigt Preisindizes für Telekommunikationsdienstleistungen. Das Basisjahr ist 2010.

Grundlage der Harmonisierungs- und Liberalisierungsbestrebungen der Europäischen Union bildet das Green Paper on the Development of the Common Market for Telecommunication Services and Equipment.

### Phasing-out monopolistischer Bottlenecks
Das zentrale ökonomische Wettbewerbsphänomen ist das Phasing-out monopolistischer Bottlenecks, welches den Wandel des Telekommunikationsmarktes am besten beschreibt. Durch die Möglichkeit neben Sprachtelefonie noch Internet anzubieten und diese über nichtkabelgebundenen Technologien zu realisieren hat die Markteintrittskosten für Newcomer erheblich gesenkt. Durch technische Innovationen werden ineffiziente Monopole abgebaut und das Angebot an Gütern und Dienstleistungen in einer Volkswirtschaft vergrößert und günstiger, wodurch die Beschäftigung mindestens erhalten bleiben und wirtschaftliches Wachstum generiert werden kann.

### Situation in den Mitgliedsstaaten

#### Deutschland
Die Situation in Deutschland ist im Breitbandatlas dargestellt.

##### Wettbewerb im Festnetz- und Internetmarkt

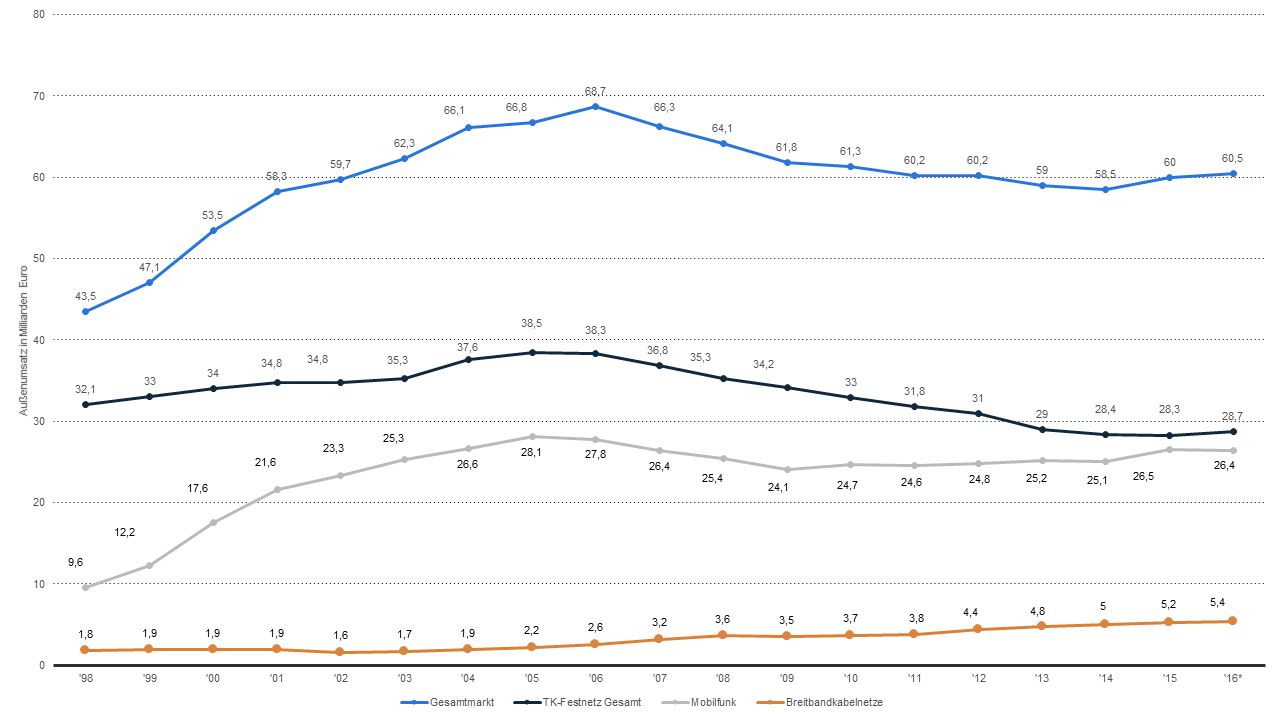
Umsatz auf dem Telekommunikationsmarkt

Die Abbildung stellt den Außenumsatz in Milliarden Euro der Telekommunikationsbranche dar. Der Betrachtungszeitraum geht von 1998 bis 2016. Der Umsatz des Telekommunikationsmarkts wird in drei Klassen Festnetz, Mobilfunk und Breitbandkabel unterteilt. In der Abbildung ist zu erkennen, dass der Markt nach der Liberalisierung im Jahr 1998 stark gewachsen ist. Das Phasing-Out des monopolistischen Bottlenecks der Deutschen Telekom erfolgte über die Innovation des Mobilfunkes. Dadurch wurde ein Wettbewerb auf dem Telekommunikationsmarkt möglich.

##### Wettbewerb im Mobilfunkmarkt
Der deutsche Mobilfunkmarkt wird von der Bundesnetzagentur reguliert. In Deutschland sind seit Januar 2006 neun Lizenzen zum digitalen zellulären Mobilfunk vergeben, davon je vier für die GSM- und UMTS-Netze der in Deutschland aktiven Mobilfunknetzbetreiber. Die Lizenz der Mobilcom AG wurde Ende 2003 an die Bundesnetzagentur zurückgegeben, die UMTS-Lizenz von Quam wurde dem Betreiber (nach Einstellung dessen Geschäftstätigkeit) aufgrund des Nicht-Erfüllens der Ausbau- und Auslastungskriterien entzogen.

##### Breitbandstrategie der deutschen Bundesregierung
Nach der globalen Finanzkrise 2008/2009 wurde in Deutschland das Konjunkturpaket II zur Abmilderung einer Rezession beschlossen. Am Preisindex für Telekommunikationsdienstleistungen lässt sich die Rezession an der Stagnation der Preise erkennen. Das Konjunkturpaket II enthält verschiedene Beschlüsse, unter anderem den Beschluss 6: Die Breitbandstrategie der Bundesregierung. Dieser beinhaltet folgende Ziele. Massiver Ausbau von Breitbandnetzen und Unterstützung beim Aufbau von leitungsgebundenen und funkgestützten Hochleistungsnetzen. Besonders nicht versorgte Gebiete im ländlichen Raum sollten bis Ende 2010 abgedeckt sein. Bis spätestens 2014 soll es für 75 Prozent der Haushalte und bis 2018 für alle Haushalte in Deutschland Anschlüsse mit Übertragungsraten von mindestens 50 Megabit pro Sekunde zur Verfügung stehen. Die Umsetzung dieser Zielsetzungen legte die Bundesregierung mit einer Breitbandstrategie im Februar 2009 vor.
Die Breitbandstrategie der Bundesregierung hat das Ziel eine flächendeckende Versorgung aller Haushalte mit einer Downloadgeschwindigkeit von 50 Mbit/s zu gewährleisten. Dies ist erforderlich um weiterhin eine Basis für wirtschaftliches Wachstum zu schaffen und die öffentliche Versorgung durch ein umfassendes Angebot an digitalen Gütern und Dienstleistungen zu gewährleisten. Das Ziel einer flächendeckenden Versorgung kann politisch mit dem im Grundgesetz verankerten Prinzip des Föderalismus und den zu gewährleistenden gleichwertigen Lebensbedingungen in den Bundesländern begründet werden. Die deutsche Bundesregierung folgt mit der Breitbandstrategie den Vorgaben der Europäischen Kommission durch die Vier-Säulen-Strategie. Diese umfasst eine gesetzliche Unterstützung bei Investitionen in das Breitbandnetz oder Technologie. Die zwei anderen Säulen sind eine unterstützende Politik bei der Vergabe von Frequenzen und finanzieller Förderungen für Netzbetreiber und Kommunen. Durch das Breitbandbüro des Bundes wird der Austausch zwischen Bund und Ländern über den Netzausbau geprüft und bewertet.

#### Österreich
Die Situation in Österreich ist im Breitbandatlas des Finanzministeriums dargestellt.

## Europäischer Telekommunikations- und Netzmärkte

### Übersicht gesetzlicher Regelungen für Telekommunikationsmärkte

#### Europäische Union
Grund für die schrittweise Liberalisierung der deutschen Telekommunikationsmärkte waren in erster Linie gemeinschaftsrechtliche Vorgaben. Die Europäische Kommission machte hier von ihrer Liberalisierungs- und Binnenmarktharmonisierungskompetenz Gebrauch.
Grundlegende Vorgaben:
- Art. 86 Abs. 3 EG
- Art. 95 EG
- Richtlinienpaket 2002
- Roaming Verordnung (Verordnung (EU) Nr. 531/2012)

Ziel der Liberalisierung ist es, leistungsfähige Telekommunikationsinfrastrukturen zu fördern und ausreichende Dienstleistungen zu gewährleisten, indem Monopolstellungen von Unternehmen abgebaut werden. Durch eine größere Vielfalt von Art, Qualität und Preis der Leistungen werden den Konsumenten so Wahlmöglichkeiten im Bereich der Telekommunikationsdienste eingeräumt. Dies soll zu einem effektiven und nachhaltigen Wettbewerb führen. Daher hat die Europäische Kommission folgende Richtlinien den Mitgliedstaaten zur individuellen Umsetzung mitgeteilt:
- Richtlinie 2002/21/EG über einen gemeinsamen Rechtsrahmen für elektronische Kommunikationsnetze und -dienste (Rahmenrichtlinie)
- Richtlinie 2002/20/EG über die Genehmigung elektronischer Kommunikationsnetze und -dienste (Genehmigungsrichtlinie)
- Richtlinie 2002/22/EG über den Universaldienst und Nutzerrechte bei elektronischen Kommunikationsnetzen und -diensten (Universaldienstrichtlinie)
- Richtlinie 2002/19/EG über den Zugang zu elektronischen Kommunikationsnetzen und zugehörigen Einrichtungen sowie deren Zusammenschaltung (Zugangsrichtlinie)
- Richtlinie 2002/58/EG über die Verarbeitung personenbezogener Daten und den Schutz der Privatsphäre in der elektronischen Kommunikation (Datenschutzrichtlinie).

#### Deutschland
Die Zuständigkeit für das Telekommunikationsrecht wurde in Deutschland durch Organisationserlass der Bundeskanzlerin vom 17. Dezember 2013 aus dem Geschäftsbereich des Bundesministeriums für Wirtschaft und Energie dem Bundesministerium für Verkehr und digitale Infrastruktur übertragen, einschließlich der diesbezüglichen Fachaufsicht über die Bundesnetzagentur für Elektrizität, Gas, Telekommunikation, Post und Eisenbahnen (Bundesnetzagentur, früher Regulierungsbehörde für Telekommunikation und Post, RegTP). Diese Zuständigkeitsübertragung schließt deren europäische und internationale Bezüge sowie die Grundsatz- und Planungsangelegenheiten ein.
Art. 73 Abs. 1 Nr. 7 GG besteht eine ausschließliche Gesetzgebungskompetenz des Bundes für den Bereich Post und Telekommunikation.
Auf dieser Grundlage wurden durch den Bund folgende Gesetze erlassen:
- das Telekommunikationsgesetz (TKG)
- das Informations- und Kommunikationsdienste-Gesetz

Auch die Verwaltung für den Bereich Post und Telekommunikation liegt nach der Postreform gemäß Art. 87f Abs. 2 Satz 2 GG beim Bund.

#### Österreich
Das österreichische Telekommunikationsrecht ist im Telekommunikationsgesetz 2021 erfasst. Mit dem TKG 2021 wurden folgende EU-Richtlinien umgesetzt:
1. Richtlinie (EU) 2018/1972 über den europäischen Kodex für die elektronische Kommunikation, ABl. 2018 L 321/36;
2. Richtlinie 2014/61/EU über Maßnahmen zur Reduzierung der Kosten des Ausbaus von Hochgeschwindigkeitsnetzen für die elektronische Kommunikation, ABl. 2014 L 155/1;
3. Richtlinie 2008/63/EG über den Wettbewerb auf dem Markt für Telekommunikationsendeinrichtungen, ABl. 2008 L 162/20;
4. Richtlinie 2002/77/EG über den Wettbewerb auf den Märkten für elektronische Kommunikationsnetze und -dienste, ABl. 2002 L 249/21;
5. Richtlinie 2002/58/EG über die Verarbeitung personenbezogener Daten und den Schutz der Privatsphäre in der elektronischen Kommunikation (Datenschutzrichtlinie für elektronische Kommunikation), ABl. Nr. L 201 vom 31. Juli 2002, S. 37, in der Fassung der Richtlinie 2009/136/EG, ABl. Nr. L 337 vom 18. Dezember 2009, S. 11.

#### Schweiz
Die Schweiz trieb zeitgleich wie Deutschland die Liberalisierung des Telekommunikationsmarktes voran. Die Neuordnung des Schweizer Telekommunikationsmarktes trat in mehreren Verordnungen ab dem 1. Januar 1998 in Kraft. Ab dann wurden Fernmeldedienste wie Telefonie über Leitungen oder Mobilfunk, Datendienste, private Netzwerke und Stadtnetze im Wettbewerb angeboten werden können.

## Liberalisierung des Telekommunikationsmarktes

### Historie zur Liberalisierung des Telekommunikationsmarktes
Folgender Abschnitt orientiert sich an Gersdorf (2008). Die Befugnis zur Regulierung des Telekommunikationssektors leitet die Europäische Kommission aus ihren wettbewerbsrechtlichen Kompetenzen aus Art. 81–86 des EG-Vertrages ab. Es folgten daher folgende Liberalisierungsschritte ab 1988, um Wettbewerb auf dem Telekommunikationsmarkt zu ermöglichen, mit dem Ziel einer größeren Auswahl an Produkten und Dienstleistungen um wirtschaftliches Wachstum zu fördern. Zuerst wurde der Endgerätemarkt durch die Endgeräterichtlinie liberalisiert. Dies meint die Aufhebung der Monopolrechte des Vertriebs von Endgeräten, wie zum Beispiel Telefon- oder Faxgeräten. Zwei Jahre später, 1990 wurde das staatliche Monopol auf Telefondienste und auf die Betreibung der Netze beschränkt. Nach Art. 2 Abs. 1 der Diensterichtlinie gewährleisten die Mitgliedstaaten zwar die „Beseitigung der besonderen und ausschließlichen Rechte bei der Erbringung von Telekommunikationsdienstleistungen mit Ausnahme des Sprach-Telefondienstes“. Art. 4 Abs. 1 der Diensterichtlinie impliziert hingegen die Berechtigung der Mitgliedstaaten auf Beibehaltung des Netzmonopols; denn nach dieser Vorschrift sind die Mitgliedstaaten, „die für die Errichtung und Nutzung der öffentlichen Netze die Gewährung besonderer oder ausschließlicher Rechte aufrechterhalten“, verpflichtet, einen chancengleichen Netzzugang zu garantieren. 1995 wurden die Fernsehkabelnetze durch die Kabelrichtlinie für sämtliche Telekommunikationsdienste mit Ausnahme des Sprachtelefondienstes geöffnet. Durch die Wettbewerbs-Richtlinie 96/19/EG29 wurden die Mitgliedstaaten schließlich verpflichtet, die verbleibenden Monopolrechte für die Erbringung des Sprachtelefondienstes und für die Bereitstellung von Telekommunikationsnetzen sowie für die Telefonverzeichnisse und Auskunftsdienste zum 1. Januar 1998 aufzuheben.

### Theoretischer Hintergrund und verfassungsrechtliche Grundlage
Um Wettbewerb zu ermöglichen, gilt für den Telekommunikationsmarkt eine sog. asymmetrische Regulierung. Das bedeutet, dass durch Sonderregeln für marktbeherrschende Unternehmen die neu hinzutretenden Wettbewerber unterstützt werden sollen. Ein marktbeherrschendes Unternehmen (typischerweise der ehemalige natürliche Monopolist) ist verpflichtet, „Wettbewerbern auf diesem Markt diskriminierungsfrei den Zugang zu seinen intern genutzten und zu seinen am Markt angebotenen Leistungen, soweit sie wesentlich sind, zu den Bedingungen zu ermöglichen, die es sich selber bei der Nutzung dieser Leistungen für die Erbringung anderer Telekommunikationsdienstleistungen einräumt“ (§ 33 TKG 1996). Mit Inkrafttreten des Telekommunikationsgesetzes 1996 verlor die Deutsche Telekom ihr Monopolrecht auf dem Telekommunikationsmarkt. Erste Schritte zur Liberalisierung waren die Aufhebung des Netzmonopols der Deutschen Telekom 1996 und des Monopols für Sprachtelefondienste 1998. Seitdem können Endverbraucher über andere private Anbieter im Call-by-Call- oder Preselection-Verfahren telefonieren. Dies waren die ersten Schritte zur Marktöffnung in Deutschland. In den folgenden Jahren wurde das TKG in mehreren Novellen überarbeitet. Die Änderungen im TKG 2004 basieren auf der Umsetzung des europäischen TK-Richtlinienpakets 2002. Nachdem im Bereich des Kundenschutzes eine weitere Novellierung im Februar 2007 stattgefunden hatte, wurden die letzten Änderungen des TKG im Jahr 2012 vorgenommen. Die Marktöffnung gilt angesichts des regen Wettbewerbs als gelungen (im Gegensatz zur Liberalisierung des Strommarktes 1998). Zwar wird der Markt von einigen großen Unternehmen geprägt – zu denen weiterhin die Deutsche Telekom gehört –, jedoch gibt es mittlerweile eine große Anzahl an Anbietern, die mit diesen in Konkurrenz stehen. Die Preise für Telekommunikation sind daher seit der Liberalisierung stark gesunken, was ein Indikator für funktionierenden Wettbewerb ist. Um diesen Wettbewerb zu gewährleisten, gibt es die Bundesnetzagentur, die als deutsche Regulierungsbehörde agiert. Sie prüft, ob Unternehmen auf den relevanten Märkten einer Regulierung bedürfen und suchen dementsprechende Regulierungsinstrumente aus.

### Regulierung des Telekommunikationsmarkts
Ausgangspunkt jeglicher Regulierung im Telekommunikationsbereich sind die §§ 10 bis 50 TKG (bis 2021 §§ 9 bis 15 TKG), in denen das sogenannte Marktregulierungsverfahren geregelt ist. Dieses Verfahren unterteilt sich in die Marktdefinition und die Marktanalyse. Durch den Erlass einer Regulierungsverfügung nach § 13 TKG wird das vorangegangene Verfahren mit der Zugangsregulierung und der Entgeltregulierung verbunden.

#### Marktdefinition
Durch die Marktdefinition lokalisiert die Bundesnetzagentur potentielle Märkte, welche Gegenstand einer Regulierung sein können. Wie bereits erwähnt gibt es mehrstufige europarechtliche Vorgaben (Art. 15 Rahmenrichtlinie) nach denen die regulierungsbedürftigen Märkte ausgewählt werden. Zum einen bestehen Vorgaben für die sachliche und räumliche Abgrenzung der Märkte. Hinsichtlich der sachlichen Marktabgrenzung wird auf die Austauschbarkeit der Produkte auf der Nachfrageseite sowie auf die Angebotsumstellungsflexibiltät abgezielt. Ob diese Kriterien erfüllt sind, kann durch den hypothetischen Monopolistentest ermittelt werden. Der Test geht der Frage nach, wie Nachfrager und Wettbewerber auf eine kleine, aber signifikante Preissteigerung bei einem bestimmten Produkt reagieren würden. Die Ausweichprodukte sind dann demselben sachlichen Markt zugehörig. Dieser Test kann allerdings nur eine klare Aussage machen, solange die Nachfrager ihre Kaufentscheidung im Preis begründen. Aus diesem Grund empfiehlt die EU-Kommission zur weiteren Marktabgrenzung eine Zusammenfassung aller Produkte, die für denselben Endzweck verwendet werden. Zur räumlichen Marktabgrenzung verweist die EU-Kommission auf die ständige Rechtsprechung des EuGH. Dieser legt fest, dass es sich bei einem Markt um ein Gebiet handelt, „in dem die Unternehmen bei den relevanten Produkten an Angebot und Nachfrage beteiligt sind und die Wettbewerbsbedingungen einander gleichen oder hinreichend homogen sind und von Nachbargebieten unterschieden werden können, in denen erheblich andere Wettbewerbsbedingungen bestehen.“ Für den Telekommunikationsbereich sind somit das von einem Netz erfasste Gebiet sowie bestehende Rechts- und Verwaltungsinstrumente (Lizenzgebiete oder Frequenzgebiete) mit einzubeziehen. Weiterhin sind von der Bundesnetzagentur weitere Kriterien zur Marktabgrenzung zu berücksichtigen. Diese lassen sich durch einen sogenannten Drei-Kriterien-Test definieren. Demnach bedürfen Märkte einer Regulierung, wenn beträchtliche und anhaltende Marktzutrittsschranken vorhanden sind und auch keine Aussicht auf wirksamen Wettbewerb vorliegt. Weiterhin kann dieses Marktversagen auch nicht durch die Anwendung des allgemeinen Wettbewerbsrechts abgewendet werden. Als weiteren Punkt hat die EU-Kommission eine Märkteempfehlung abgegeben, nach denen sich die nationalen Regulierungsbehörden, somit in Deutschland die Bundesnetzagentur, zu richten haben. Die EU-Kommission hat demzufolge schon vorab eine Marktdefinition vorgenommen. Sie unterscheidet in Endkundenmärkte und Vorleistungsmärkte.

#### Marktanalyse
Anschließend an die Marktdefinition führt die Bundesnetzagentur eine Marktanalyse durch. Diese hat zum Ziel, das Unternehmen auf den vorher festgelegten regulierungsbedürftigen Markt zu identifizieren, welches über beträchtliche Marktmacht verfügt. Gem. § 11 Abs. 1 S. 3 TKG liegt beträchtliche Marktmacht eines Unternehmens dann vor, wenn es entweder allein oder gemeinsam mit anderen eine der Beherrschung gleichkommenden Stellung einnimmt. Es wird beträchtliche Marktmacht vermutet, wenn die wirtschaftlich starke Stellung eines Unternehmens diesem gestattet, sich unabhängig von den anderen Marktteilnehmern zu verhalten. Bei einem Marktanteil von über 50 % liegt nach ständiger Rechtsprechung des EuGH jedoch immer, außer in besonderen Ausnahmefällen, beträchtliche Marktmacht vor. Gem. § 12 Abs. 1 TKG hat die Bundesnetzagentur eine nationale Konsultation durchzuführen, durch die interessierte Parteien die Gelegenheit erhalten zu den Ergebnissen nach §§ 10, 11 TKG Stellung zu nehmen. Auch hat die Bundesnetzagentur gem. § 12 Abs. 2 TKG ein gemeinschaftsweites Konsolidierungsverfahren durchzuführen, wenn die Ergebnisse nach §§ 10, 11 TKG Auswirkungen auf den Handel zwischen den Mitgliedsstaaten haben.

#### Regulierungsverfügung
Der § 13 TKG hat die Regulierungsverfügung zum Gegenstand. Diese stellt eine Verbindung der vorangegangenen Schritte mit den weiteren des zweiten Teils des TKG dar. Durch sie werden die Regulierungsinstrumente festgelegt. Die Bundesnetzagentur hat die Möglichkeit durch diese Regulierungsverfügung, als Verwaltungsakt, den Marktteilnehmern Verpflichtungen aufzuerlegen. Adressaten können sowohl Unternehmen mit beträchtlicher Marktmacht sein, als auch Unternehmen ohne beträchtliche Marktmacht. Als Beispiel für letzteres wäre hier der § 18 TKG anzuführen, der Betreiber öffentlicher Telekommunikationsnetze ohne beträchtliche Marktmacht zu Zusammenschaltung mit anderen Netzen verpflichten kann. Nicht Gegenstand einer Regulierungsverfügung sind zum einen die sonstigen Verpflichtungen nach § 13 TKG sowie die nachträgliche Entgeltregulierung nach § 38 TKG. Ebenfalls nicht Bestandteil ist die besondere Missbrauchsaufsicht nach §§ 42, 43 TKG.

#### Zugangsregulierung
Die Entstehung von Wettbewerb kann sich nur frei entfalten, wenn es den Endnutzern ermöglicht wird die Leistungen sämtlicher Anbieter in Anspruch zu nehmen. Allerdings besitzt auch heute noch die Deutsche Telekom AG im Festnetzbereich fast ausschließlich die Rechte an den Endnutzeranschlüssen. Weiterhin ist der Aufbau einer doppelten Infrastruktur aus Kostengründen nicht sinnvoll. Dennoch müssen Telefondienstleister Zugang zu den Netzen haben, um ihre Leistungen an den Kunden erbringen zu können. Aus diesem Grund können Netzbetreiber von der Bundesnetzagentur zur Zusammenschaltung mit anderen Netzen verpflichtet werden. Auch kann die Bundesnetzagentur Betreiber öffentlicher Telekommunikationsnetze mit beträchtlicher Marktmacht dazu verpflichten, anderen Marktteilnehmern nach §§ 19, 21 TKG diskriminierungsfreien Zugang zu deren Netzen zu gewähren.

#### Entgeltregulierung
Gem. § 27 Abs. 1 TKG ist Ziel der Entgeltregulierung, eine missbräuchliche Ausbeutung, Behinderung oder Diskriminierung von Endnutzern oder von Wettbewerbern durch preispolitische Maßnahmen von Unternehmen mit beträchtlicher Marktmacht zu verhindern. Ob und inwieweit die Bundesnetzagentur in diesen Bereich eingreift hängt zum einen von der Art der Leistung (Endkundenleistung oder Zugangsleistung) und zum anderen von der jeweiligen Marktposition (beträchtliche Marktmacht oder keine beträchtliche Marktmacht) des Unternehmens ab. Es kann eine ex-ante-Regulierung (§§ 30 – 37 TKG) sowie eine ex-post-Regulierung (§ 38 TKG) erfolgen.

### Probleme bei der Liberalisierung des Telekommunikationsmarktes

#### TKG-Novelle 2004
Aufgrund mehrerer europäischer Richtlinien – unter anderem der Datenschutzrichtlinie für elektronische Kommunikation – wurde das Telekommunikationsgesetz im Jahr 2004 umfassend reformiert.
Demnach müssen nun unter anderem nach § 110 TKG technische Einrichtungen zur Überwachung vorgehalten werden, wenn eine Telekommunikationsanlage betrieben wird. Diese Regelung war vor allem in der Kritik, da diese hohe Investitionen z. B. bei vielen E-Mail-Providern erforderte. Erneute Kritik über die Verhältnismäßigkeit kam auf, als 2012 in einem Bericht von 37,3 Millionen abgehörten E-Mails die Rede war.

#### Gesetz zur Erleichterung des Ausbaus digitaler Hochgeschwindigkeitsnetze (DigiNetzG)
Mitte des Jahres 2014 trat die Richtlinie 2014/61/EU des Europäischen Parlaments und des Rates über Maßnahmen zur Reduzierung der Kosten des Ausbaus von Hochgeschwindigkeitsnetzen für die elektronische Kommunikation in Kraft. Die Vorgaben der Kostensenkungsrichtlinie sind nach deren Artikel 13 Satz 1 bis zum 1. Januar 2016 in nationales Recht umzusetzen. Das Ziel der Kostensenkungsrichtlinie und des DigiNetzG ist die Senkung der Kosten für den Auf- und Ausbau digitaler Hochgeschwindigkeitsnetze. Im Juli 2016 waren in 70 % der deutschen Haushalte Breitbandanschlüsse mit mind. 50 Mbit/s Downloadgeschwindigkeit verfügbar. Der Bundesverband Breitbandkommunikation (Breko) kritisiert das DigiNetz Gesetz. Ein zusätzlicher Breitbandausbau in Gebieten mit bestehenden Hochgeschwindigkeitsnetzen wurde keinen volkswirtschaftlichen Nutzen stiften. Die Breko schlägt dagegen vor die Techniken FTTB (fiber-to-the-building, -business, or -basement) und FTTH (fiber-to-the-home): zu fördern, da diese unter aktuellen gegebenen technologischen Bedingungen am besten geeignet seien, um zukünftige Dienste und Angebote nutzen und anbieten zu können. Die Bundesregierung strebt an, die mit dem DigiNetzG eingeführten Möglichkeiten für eine Mitverlegung von Glasfaser bei öffentlich finanzierten Bauarbeiten einzuschränken und einen Ablehnungsgrund für die Mitverlegung, in dem Fall, dass die Bauarbeiten durch einen geförderten Breitbandausbau ausgelöst sind, in das TKG aufzunehmen.

### Maßnahmen und Lösungsansätze

#### Netzallianz Digitales Deutschland
Die Netzallianz Digitales Deutschland ist ein vom Bundesministerium für Verkehr und digitale Infrastruktur initiiertes Forum, dem neben dem Bundesministerium selbst und der Bundesnetzagentur große deutsche Telekommunikationsunternehmen und Verbände aus der Telekommunikationsbranche angehören. In ihm sollen die Investitionen der nächsten Jahre und mögliche flankierende Maßnahmen diskutiert werden.
Maßgebliches Arbeitsdokument der Netzallianz ist ihr Kursbuch, in dem Maßnahmen benannt werden, auf die sich die Teilnehmer verständigt haben und dessen regelmäßige Überprüfung und Ergänzung sich die Mitglieder zur Aufgabe gemacht haben. Zu den im Kursbuch festgehaltenen Maßnahmen zählt die Vereinheitlichung und größere Transparenz bei öffentlich geförderten Ausschreibungen für den Breitbandausbau, die bessere Nutzung von Synergien durch Förderung von Inhouse-Verkabelung beim Wohnungsbau oder Renovierungen, sowie die Absicherung eines verlässlichen Regulierungsregimes. In der Öffentlichkeit diskutiert wurde dabei vor allem, dass der Betrieb besonderer Klassen des Datenverkehrs (neben den herkömmlichen Übertragungswegen) auch künftig nicht eingeschränkt werden soll. Diese Entscheidung wurde vielfach als Verletzung des Prinzips der Netzneutralität interpretiert. Das Motiv zur Verletzung der Netzneutralität oder der Abschaffung von Flatrate-Angeboten ist der Ertragsrückgang der Netzbetreiber, aufgrund des jüngsten Wachstums der Kabelnetzbetreiber zuzuschreiben. Die deutsche Telekom hält daher eigene Investitionen in die Netzinfrastruktur zurück. Dies ist einer der Beweggründe einer staatlichen Förderung des Breitbandnetzes.

#### Trägermodelle
Für die jeweiligen Wertschöpfungsstufen müssen Träger aus dem öffentlichen oder privaten Bereich gefunden werden. Kommunen, kommunale Unternehmen, Zweckverbände und private Unternehmen übernehmen dabei Aufgaben in einer, zwei oder allen drei Wertschöpfungsstufen. In Regionen, in denen weder die öffentliche Hand noch der private Markt Lösungen umsetzen können oder wollen, können alternativ sogenannte Bottom-Up-Ansätze realisiert werden. Dabei schließen sich Bürger und ortsansässige Unternehmen in verschiedenen Organisationsformen zusammen, um Ausbau und/oder Betrieb eigenständig zu organisieren.

### Synergien mit dem Bankensektor

#### Mobiles Bankkonto
Durch die Verbreitung des Smartphones und dem Kostendruck im Bankengeschäft nehmen die Herausforderungen für den Bankensektor zu. Der Bankensektor ist durch die Phase der niedrigen Zinsen zum Vorantreiben von Innovationen gezwungen. Ein Beispiel ist eine Kooperation mit einem Telekommunikationsunternehmen, um ähnliche Geschäftsprozesse zusammenzulegen. Ein Beispiel ist die Eröffnung eines Kontos und die Verwaltung eines Handytarifs in einer App. Das Mobile Banking ist vom bekannten Online Banking abzugrenzen. Der Begriff des Mobile Banking meint eine ausschließliche Nutzung der Bankgeschäfte am Smartphone.